# Moulins-sur-Tardoire
Moulins-sur-Tardoire est une commune française, située dans le département de la Charente en région Nouvelle-Aquitaine.
Elle a été créée le 1er janvier 2019 par arrêté préfectoral en date du 28 septembre 2018. Cette commune nouvelle résulte de la fusion des communes de Rancogne et Vilhonneur.

## Géographie

### Communes limitrophes
| Bunzac    | La Rochefoucauld-en-Angoumois | Marillac-le-Franc |
| Pranzac   | Moulins-sur-Tardoire          | Saint-Sornin      |
| Chazelles | Saint-Germain-de-Montbron     | Vouthon           |

## Urbanisme

### Typologie
Au 1er janvier 2024, Moulins-sur-Tardoire est catégorisée commune rurale à habitat dispersé, selon la nouvelle grille communale de densité à 7 niveaux définie par l'Insee en 2022.
Elle est située hors unité urbaine. Par ailleurs la commune fait partie de l'aire d'attraction d'Angoulême, dont elle est une commune de la couronne,. Cette aire, qui regroupe 94 communes, est catégorisée dans les aires de 50 000 à moins de 200 000 habitants,.

### Risques majeurs
Le territoire de la commune de Moulins-sur-Tardoire est vulnérable à différents aléas naturels : météorologiques (tempête, orage, neige, grand froid, canicule ou sécheresse), inondations et séisme (sismicité faible). Il est également exposé à un risque technologique,  le transport de matières dangereuses. Un site publié par le BRGM permet d'évaluer simplement et rapidement les risques d'un bien localisé soit par son adresse soit par le numéro de sa parcelle.

#### Risques naturels
Certaines parties du territoire communal sont susceptibles d’être affectées par le risque d’inondation par débordement de cours d'eau, notamment la Tardoire. La commune a été reconnue en état de catastrophe naturelle au titre des dommages causés par les inondations et coulées de boue survenues en 1982, 1983, 1999 et 2018,.

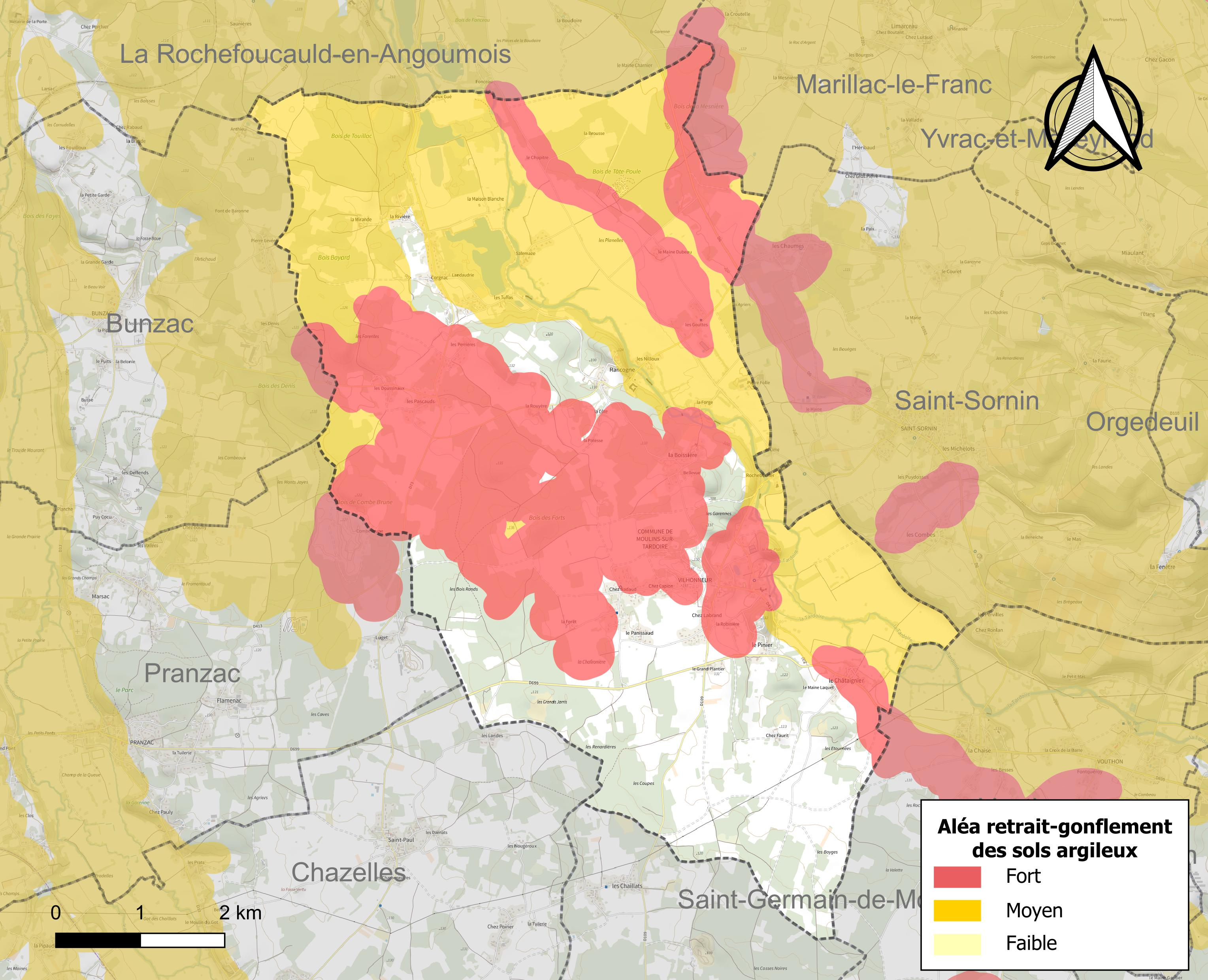
Carte des zones d'aléa retrait-gonflement des sols argileux de Moulins-sur-Tardoire.

Le retrait-gonflement des sols argileux est susceptible d'engendrer des dommages importants aux bâtiments en cas d’alternance de périodes de sécheresse et de pluie. 71,4 % de la superficie communale est en aléa moyen ou fort (67,4 % au niveau départemental et 48,5 % au niveau national). Sur les 417 bâtiments dénombrés sur la commune en 2019,  298 sont en aléa moyen ou fort, soit 71 %, à comparer aux 81 % au niveau départemental et 54 % au niveau national. Une cartographie de l'exposition du territoire national au retrait gonflement des sols argileux est disponible sur le site du BRGM,.
Par ailleurs, afin de mieux appréhender le risque d’affaissement de terrain, l'inventaire national des cavités souterraines permet de localiser celles situées sur la commune.
Concernant les mouvements de terrains, la commune a été reconnue en état de catastrophe naturelle au titre des dommages causés par des mouvements de terrain en 1999.

#### Risques technologiques
Le risque de transport de matières dangereuses sur la commune est lié à sa traversée par une ou des infrastructures routières ou ferroviaires importantes ou la présence d'une canalisation de transport d'hydrocarbures. Un accident se produisant sur de telles infrastructures est susceptible d’avoir des effets graves sur les biens, les personnes ou l'environnement, selon la nature du matériau transporté. Des dispositions d’urbanisme peuvent être préconisées en conséquence.

## Toponymie
Le nom de cette nouvelle commune vient de ses nombreux moulins à huile sur la Tardoire.

## Histoire
À sa création, la commune nouvelle du Moulins-sur-Tardoire devait être formée de la réunion des communes de Rancogne, Saint-Sornin, Vilhonneur et Vouthon. La création de cette commune avait été actée pour 1er janvier 2019 par un arrêté préfectoral du 28 septembre 2018.
Or le 3 décembre 2018, la création de cette commune est annulée mais un nouvel arrêté recrée la commune le 6 décembre 2018 avec seulement Rancogne et Vilhonneur (qui devient le chef-lieu à la place de Saint-Sornin).

## Politique et administration
| Nom                | Code Insee | Intercommunalité                        | Superficie (km2) | Population (dernière pop. légale) | Densité (hab./km2) |
| ------------------ | ---------- | --------------------------------------- | ---------------- | --------------------------------- | ------------------ |
| Vilhonneur (siège) | 16406      | CC La Rochefoucauld - Porte du Périgord | 9,36             | 402 (2016)                        | 43                 |
| Rancogne           | 16274      | CC La Rochefoucauld - Porte du Périgord | 12,52            | 374 (2016)                        | 30                 |

### Liste des maires
| Période | Période  | Identité           | Étiquette | Qualité      |
| ------- | -------- | ------------------ | --------- | ------------ |
| 2019    | 2020     | Vivian Varneau     |           | Entrepreneur |
| 2020    | En cours | Brigitte Précigout |           |              |